# Бото, Ева
Ева Бото (словен. Eva Boto; род. 1 декабря 1995) − словенская поп-певица, представительница Словении на «Евровидении-2012».

## Биография
Ева Бото родилась в небольшом посёлке Шентьянж-при-Дравограду (Šentjanž pri Dravogradu) в 120 километрах от Любляны на севере Словении. Она поёт практически ежедневно с самого раннего возраста в специально оборудованной музыкальной комнате в своём доме. В 10 лет Ева выступила на международном музыкальном конкурсе в Австрии и выиграла его. Ева стала известна широкой публике после издания песни «Vzemi me» в 2011 году. В середине того же года она приняла участие в прослушивании, по результатам которого её приняли в проект «Misija Evrovizija», организованный вещателем RTV Slovenija.

## Misija Evrovizija
2 октября состоялась премьера телепроекта «Misija Evrovizija», целью которого был выбор двух исполнителей для участия в «EMA 2012» — национальном отборе на конкурс песни «Евровидение». В каждом выпуске Ева демонстрировала свои незаурядные вокальные способности, исполняя совершенно разные песни от медленной композиции «Because of You» (оригинал исполняет Келли Кларксон) до танцевального хита «Flashdance... What a Feeling» (оригинал исполняет Айрин Кара). Пройдя трёхмесячный цикл передач Ева Бото стала победительницей вместе с сёстрами Прусник, обогнав по количеству голосов телезрителей и жюри другую молодую певицу Нику Зорьян. После окончания «Миссии» Ева стала востребованной персоной словенского шоу-бизнеса: она записала песню «To leto bo moje» в дуэте с известным словенским певцом Яном Плестеняком, приняла участие в церемонии «Slovenec leta 2011» («Словенец 2011 года») и других публичных мероприятиях Словении.

## EMA-2012

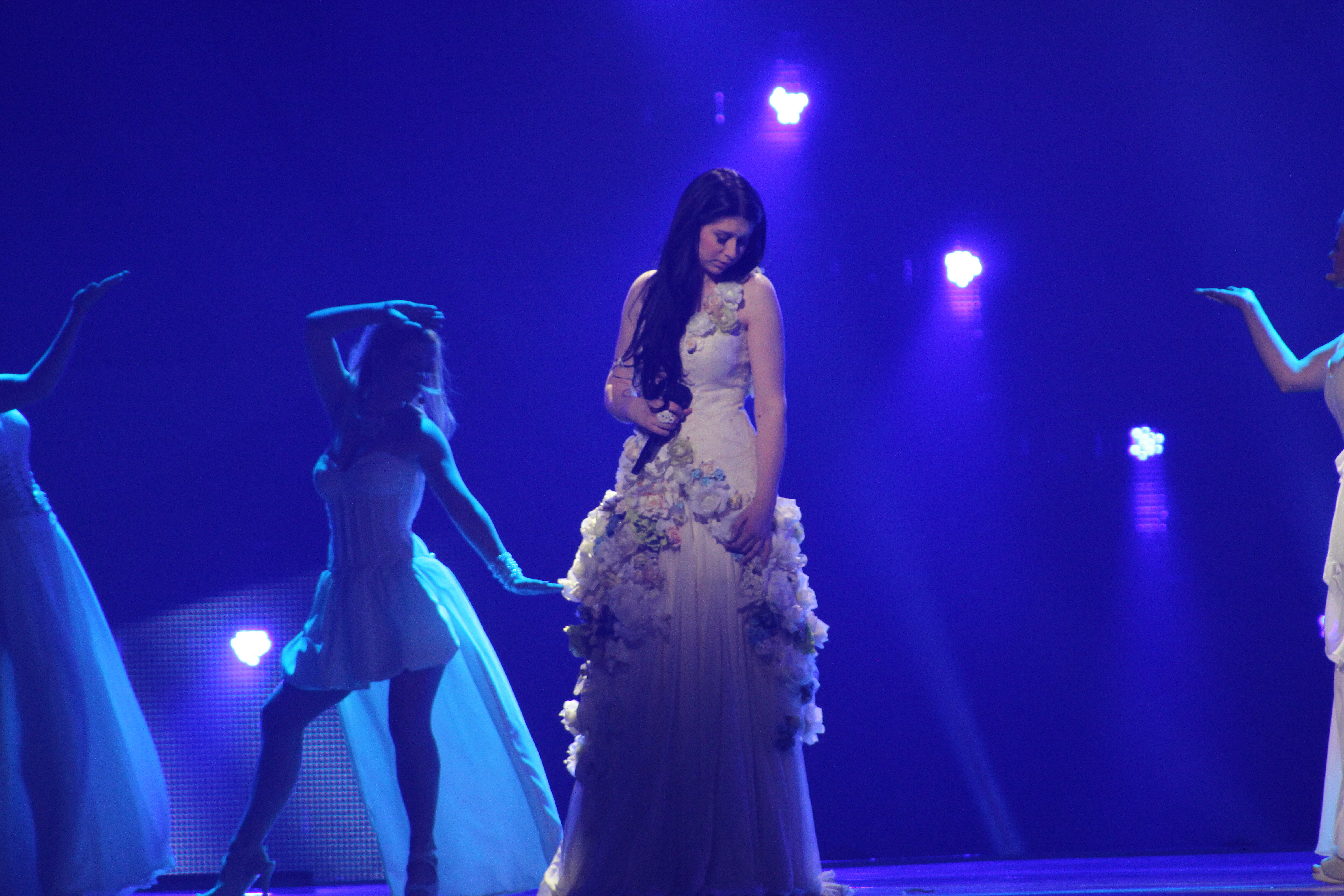
Ева Бото на конкурсе «Евровидение-2012» в Баку

Для национального отбора песни на «Евровидение-2012» было записано три композиции в исполнении Евы Бото: «Verjamem», «Run» и «A si sanjal me». В финале «EMA-2012» песня «Verjamem» («Я верю») набрала наибольшее количество голосов телезрителей, и именно с ней Ева Бото выступила во втором полуфинале «Евровидения» 24 мая 2012 года в Баку. В полуфинале она заняла (предпоследнее) 17 место, не пройдя в финал.

## Синглы
| Год  | Название                                         | Наивысшие позиции | Альбом |
| Год  | Название                                         | SLO               | Альбом |
| ---- | ------------------------------------------------ | ----------------- | ------ |
| 2011 | «Vzemi me»                                       | 15                | TBA    |
| 2012 | «To leto bo moje» (совместно с Яном Плестеняком) | 3                 | TBA    |
| 2012 | «Verjamem»                                       | 5                 | TBA    |
| 2012 | «Dvigni mi krila»                                |                   | TBA    |

## Награды и достижения
| Год  | Мероприятие                                 | Номинированная работа | Результат |
| ---- | ------------------------------------------- | --------------------- | --------- |
| 2012 | «Misija Evrovizija»                         |                       | Победа    |
| 2012 | «EMA 2012»                                  | «Verjamem»            | Победа    |
| 2012 | Полуфинал конкурса песни «Евровидение-2012» | «Verjamem»            | 17 место  |
| 2012 | «Melodije morja in sonca»                   | «Dvigni mi krila»     | 2 место   |